# Jesús Tonatiú López
Jesús Tonatiú López Álvarez (* 2. August 1997 in Hermosillo, Sonora) ist ein mexikanischer Leichtathlet, der sich auf den 800-Meter-Lauf spezialisiert hat. In dieser Disziplin ist er Inhaber des Nationalrekords.

## Leben
Jesús Tonatiú López stammt aus Hermosillo und begann auf Druck seiner Eltern im Alter von sieben Jahren mit der Leichtathletik, wenngleich er zu jener Zeit hauptsächlich an Fußball und American Football Begeisterung fand. López studierte Sport und Körperkultur an der Universität Sonora.

## Sportliche Laufbahn
López nahm erstmals 2013 im 800-Meter-Lauf an den Mexikanischen Meisterschaften teil. Als Fünfzehnjähriger schied er dabei bereits nach dem Vorlauf aus. Im selben Jahr sammelte er zudem erste internationale Erfahrung als im Juli bei den U18-Weltmeisterschaften in Donezk an den Start ging. Dabei lief er im Vorlauf in 1:54,40 min Bestzeit, verpasste damit dennoch den Einzug in das Halbfinale. 2014 siegte er in der Heimat bei den U18-Meisterschaften Zentralamerikas. Im Juli ging er bei den U20-Weltmeisterschaften in den USA an den Start, scheiterte dabei allerdings wiederum am Einzug in das Halbfinale. 2016 siegte López mit neuer Bestzeit von 1:46,57 min erstmals bei den Mexikanischen Meisterschaften. Seitdem folgten bislang drei weitere Titel (2017–2019). Mit seiner Zeit war er für die Teilnahme an den U20-Weltmeisterschaften in Bydgoszcz qualifiziert. Bei seiner zweiten Teilnahme an den Juniorenweltmeisterschaften gelang es ihm diesmal in das Finale einzuziehen, in dem er mit einer Zeit von 1:46,70 min als Vierter die Medaillenränge knapp verpasste. Die Freiluftsaison 2017 begann López mit einer Steigerung seiner Bestzeit auf 1:45,51 min. Im Mai nahm er als Teil der mexikanischen 4-mal-800-Meter-Staffel an den IAAF World Relays teil, bei denen man den fünften Platz belegte. Mit seiner Bestzeit war er für die Weltmeisterschaften in London qualifiziert. Dort belegte er den sechsten Platz in seinem Vorlauf, womit der vorzeitig ausschied. Ende August trat er zur Universiade in Taipeh an und konnte dort die Goldmedaille gewinnen.
2018 steigerte sich López erneut bis auf 1:45,04 min. Ende Juli nahm er in Barranquilla an den Zentralamerika- und Karibikspielen teil. Dabei zog er in das Finale ein und gewann darin die Goldmedaille, wobei er sich knapp gegen die Konkurrenz aus Puerto Rico durchsetzen konnte. 2019 trat er bei den Panamerikanischen Spielen in Lima an, wobei er sich allerdings im Vorlauf verletze und ausschied. 2021 lief López Anfang Mai in Kansas eine Zeit von 1:44,40 min und setzte sich zum damaligen Zeitpunkt an die Spitze der Jahresbestenliste, die auch gleichzeitig mexikanischer Rekord sind. Er ist für die Olympischen Sommerspiele in Tokio qualifiziert. Im Vorfeld der Spiele steigerte er sich Anfang Juli nochmal bis auf 1:43,44 min. Ende des Monats ging er im Vorlauf in Tokio an den Start und erreichte das Halbfinale. Darin unterlief ihm ein taktischer Fehler und er landete mit 1:44,77 min und lediglich 0,17 Sekunden Rückstand auf den Sieger des Laufes und späteren Bronzemedaillengewinner, Patryk Dobek aus Polen auf dem dritten Platz. Aufgrund des taktischen Charakters des Laufes gehörte López nicht zu den zeitschnellsten Drittplatzierten, wodurch er den Finaleinzug verpasste.
2022 stellte López im Februar in den USA in 1:47,72 min einen mexikanischen Hallenrekord über 800 Meter auf. Anschließend plante er bei den Weltmeisterschaften in Eugene das Finale zu erreichen. Zunächst zog er als Zweiter seines Vorlaufes in das Halbfinale. Darin verpasste er als Fünfter seines Laufes den Traum vom Finaleinzug. Insgesamt belegte er den 13. Platz.

## Wichtige Wettbewerbe
| Jahr               | Veranstaltung                     | Ort                | Platz              | Disziplin          | Zeit               |
| Startet für Mexiko | Startet für Mexiko                | Startet für Mexiko | Startet für Mexiko | Startet für Mexiko | Startet für Mexiko |
| ------------------ | --------------------------------- | ------------------ | ------------------ | ------------------ | ------------------ |
| 2013               | U18-Weltmeisterschaften           | Donezk             | 29.                | 800 m              | 1:54,40 min        |
| 2014               | U20-Weltmeisterschaften           | Eugene             | 40.                | 800 m              | 1:52,59 min        |
| 2016               | U20-Weltmeisterschaften           | Bydgoszcz          | 4.                 | 800 m              | 1:46,70 min        |
| 2017               | IAAF World Relays                 | Nassau             | 5.                 | 4 × 800 m          | 7:20,92 min        |
| 2017               | Weltmeisterschaften               | London             | 22.                | 800 m              | 1:46,71 min        |
| 2017               | Universiade                       | Taipeh             | 1.                 | 800 m              | 1:46,06 min        |
| 2018               | Zentralamerika- und Karibikspiele | Barranquilla       | 1.                 | 800 m              | 1:45,2 min         |
| 2019               | Panamerikanische Spiele           | Lima               |                    | 800 m              | DNF                |
| 2021               | Olympische Sommerspiele           | Tokio              | 12.                | 800 m              | 1:44,77 min        |
| 2022               | Weltmeisterschaften               | Eugene             | 13.                | 800 m              | 1:46,17 min        |

## Persönliche Bestleistungen
Freiluft
- 400 m: 46,69 s, 6. Mai 2017, Monterrey
- 800 m: 1:43,44 min, 9. Juli 2021, Marietta, (mexikanischer Rekord)
- 1500 m: 3:47,56 min, 8. Mai 2022, Xalapa

Halle
- 800 m: 1:47,19 m, 25. Februar 2023, New York City, (mexikanischer Rekord)